# Because of You (Gustaph)

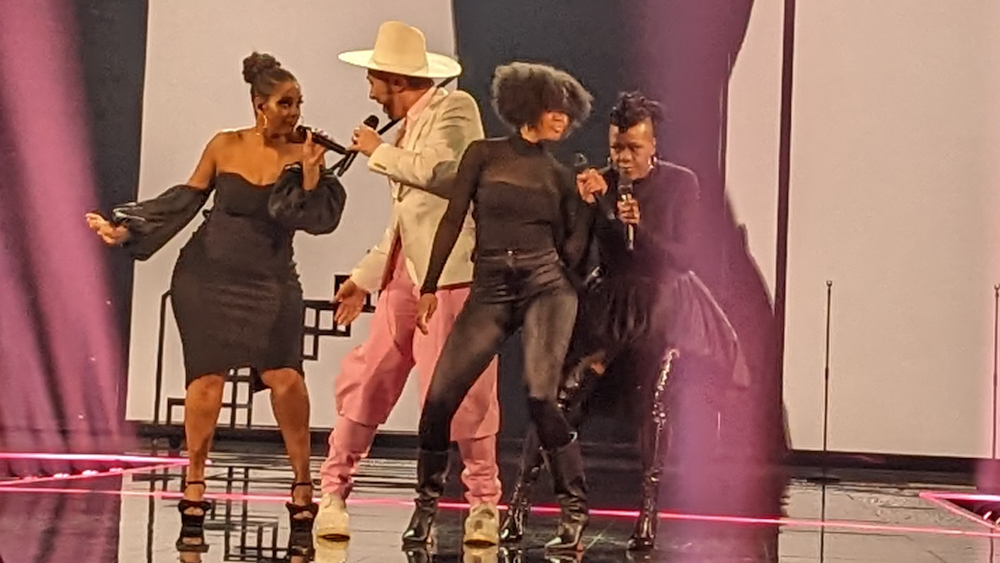
Gustaph en achtergrondzangeressen op de juryfinale van het Eurovisiesongfestival

Because of You is een single van de Belgische zanger Gustaph. Het nummer is geschreven door Gustaph en Jaouad Alloul. Het was de Belgische inzending voor het Eurovisiesongfestival 2023 in Liverpool.

## Inzending voor het songfestival
Het lied werd als inzending gekozen in het tv-programma Eurosong 2023, waarin zeven artiesten twee liedjes voorstelden als kandidaat voor het Eurovisiesongfestival. Gustaph stuurde Because of you en The nail in. De andere kandidaten adviseerden om het eerste lied te gebruiken en Gustaph volgde dit advies. In de finale won hij uiteindelijk met één punt verschil met de tweede, Rollercoaster van The Starlings.
Het lied gaat over aanvaarding - in het geval van Gustaph als queer persoon - en de zogenaamd "gekozen familie", de mensen met wie iemand zich omringt. De act die in de finale gebruikt werd, bouwt hierop voort: Gustaphs man verzorgde het visuele van de act en hij stond op het podium met twee vriendinnen, Chantal Kashala en Monique Harcum. Hij droeg er kledij van ontwerper Walter Van Beirendonck en een kenmerkende hoed waarvan er maar twee exemplaren bestaan. Op het Eurovisiesongfestival zelf werd hij door dezelfde mensen bijgestaan. Als achtergrondzangeres werd Sandrine Van Handenhoven - ook een vriendin van de zanger - nog toegevoegd. Zij zong het lied ook mee in, maar kon er bij de preselectie niet bij zijn.
In Liverpool haalde Gustaph in de tweede halve finale de achtste plaats, waardoor hij naar de finale mocht. Daar haalde hij de zevende plaats, met 182 punten. 127 hiervan kwamen van de vakjury's, die hem onder meer drie keer 12 punten gaven.

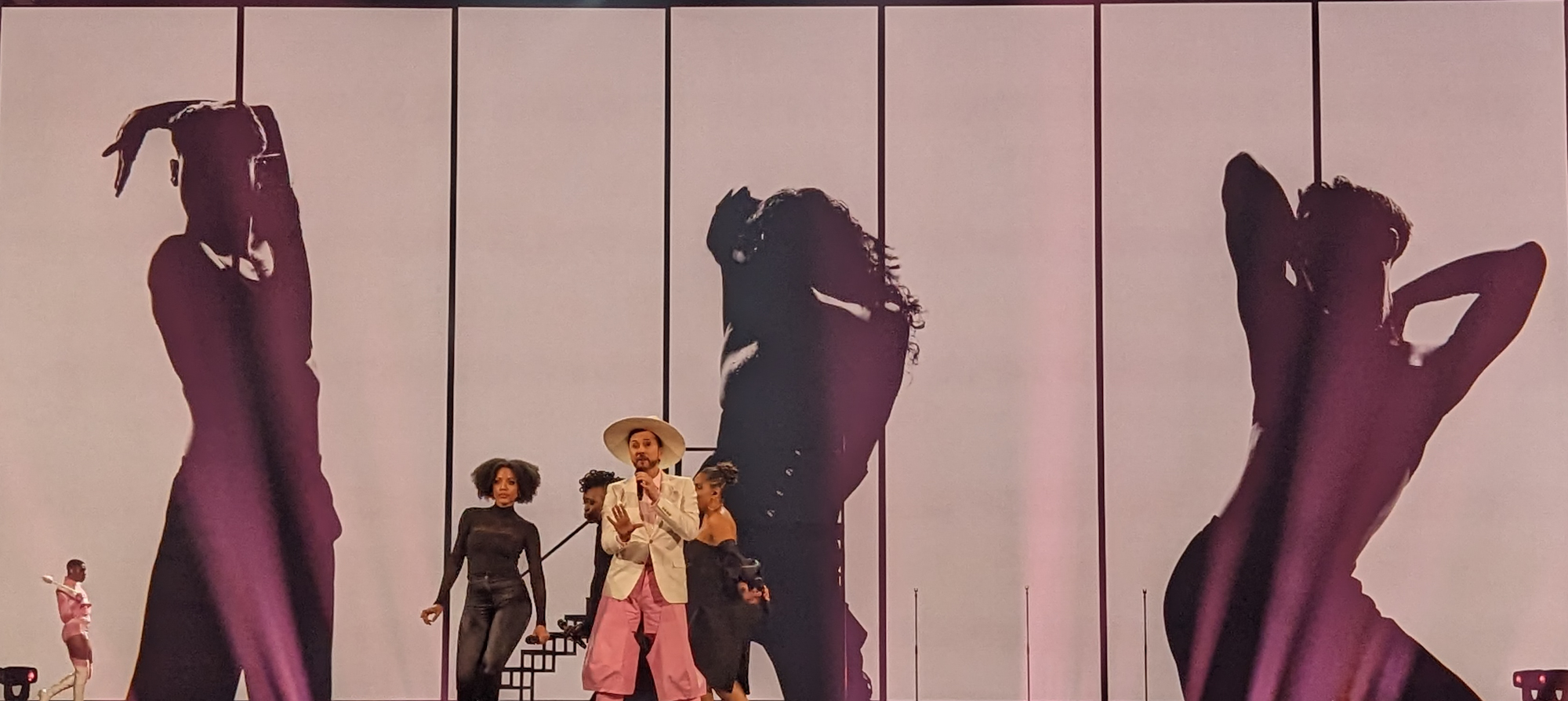
Gustaph tijdens de juryfinale van het Eurovisiesongfestival, met achtergrondzangeressen en PussCee West (links)

De act die Gustaph gaf op het festival in Liverpool, is een eerbetoon aan de queer cultuur en de jaren 90. Hij en zijn achtergrondzangeressen zongen er volledig live, zonder meelopende band. Zijn kledij kwam opnieuw van Van Beirendonck. Behalve de de zanger en de achtergrondzangeressen kwam op het einde ballroomdanseres PussCee West op het podium.

## Ontstaansgeschiedenis
Caers componeerde het nummer Because Of You samen met Jaouad Alloul, bekend door zijn deelname aan The Voice van Vlaanderen 2013 en de single Hard To Love. Ze ontmoetten elkaar via Instagram en spraken af om als queer-artiesten samen creatief te werken aan muziek. Ze namen toen een vijftal nummers op. Caers componeerde de muziek en Alloul schreef de teksten neer. Een van de songs die hieruit voortvloeide was Because Of You. Ze brachten de song op de Antwerp Pride en Luxembourg Pride, de plaats waar het idee ontstond aan Eurosong mee te doen.
Het lied werd initieel ingezongen door Alloul, maar kon door zijn drukke agenda geen tijd vrijmaken en besloot meteen het nummer aan Stef Caers te geven. Door zijn betekenisvolle boodschap toonde de VRT interesse om dit lied als inzending bij hun preselecties te voegen. Het lied gaat over een liefdesbrief aan iedereen die hen heeft gemaakt tot wie ze zijn. Het brengt de boodschap van zelfacceptatie onder de aandacht.

## Na het songfestival
Op 9 juni 2023 haalde de single platina in Vlaanderen. Het lied stond op de 9de plaats in de Ultratoplijst van populairste liedjes van 2023. In totaal stond het 31 weken in de Ultratop, met de tweede plaats als piek.
Het nummer was genomineerd voor Zomerhit 2023 en eindigde er bij de laatste tien. Daarnaast was het nummer ook nog genomineerd voor de Q-Pop award en voor twee MIA's, voor beste videoclip en voor hit van het jaar.

## Tracklist
| Nr. | Titel          | Duur |
| --- | -------------- | ---- |
| 1.  | Because of You | 3:00 |

### Ultratop 50 Vlaanderen
| Positie: | 3  | 8  | 9  | 6  | 20 | 14 | 21 | 17 | 6  | 11 | 14 | 20 | 8  | 11  | 4 | 8 | 6 | 2 |
| Week:    | 19 | 20 | 21 | 22 | 23 | 24 | 25 | 26 | 27 | 28 | 29 | 30 | 31 |     |   |   |   |   |
| Positie: | 2  | 5  | 6  | 13 | 16 | 14 | 27 | 32 | 34 | 35 | 46 | 44 | 47 | uit |   |   |   |   |